# أباتشي سترتس
أباتشي سترتس (بالإنجليزية: Apache Struts)‏ هو بيئة خاصة بتطوير تطبيقات الإنترنت في لغة Java باستخدام Jsp وهي مبنية علي أساس النمط التصميمي MVC Model-View-Controller
سترتس هو إطار-عمل (framework) لإنشاء مواقع دينامكية تفاعلية باستعمال لغة جافا. الهدف من هذا الإطار هو تسهيل عملية بناء المواقع وتنظيمها بحيث يتم فصل الأجزاء الرئيسية المكونة للموقع عن بعضها بعض. هذا الفصل بين المكونات الرئيسية يفيد في تنظيم مرحلة البناء بحيث يتم توزيع الأدوار بين فريق العمل حسب تخصصات أعضاء الفريق. وبهذه الطريقة يقوم العضو المتخصص بالتصميم مثلاً بتركيز جهده على عملية التصميم ذاتها دون الحاجة إلى الإلمام بقواعد البرمجة، أو طريقة عمل قواعد البيانات، أو البنية المنطقية الداخلية للبرنامج (الموقع). مما يسهل توزيع الأدوار، ويمنع حدوث تداخل بين مسؤوليات أعضاء الفريق الذي يسبب في كثير من الأحيان شعور بالتلبك والحيرة بين الموظفين. كما أنه يضع معايير مشتركة لإنشاء المواقع (standards) يحقق الالتزام بها سهولة انتقال الموقع قيد الإنشاء من موظف إلى آخر والبناء عليه دون الحاجة إلى الرجوع إلى الموظف الأول لفهم ما قام به.
الجدير بالذكر أن السترتس كإطار-عمل قد يحقق فوائد واضحة عند تطبيقه على برامج كبيرة تحتاج إلى عدة موظفين لبنائها. إما عند تصميم المواقع البسيطة فقد يزيد السترتس من حجم العمل بلا مبرر.

## وصلات خارجية
- أباتشي سترتس على موقع Open Hub (الإنجليزية)
- الموقع الرسمي